# Domgymnasium Verden
Das Domgymnasium Verden (kurz Dog oder DoG) ist ein humanistisches Gymnasium in Verden an der Aller. Es ist neben dem Gymnasium am Wall eines der beiden Gymnasien in der Stadt und gilt als eine der  ältesten Schulen Deutschlands. Vorläuferin des heutigen Gymnasiums in der Nähe des gotischen Domes zu Verden war eine mutmaßlich bereits vor 1002 gegründete Lateinschule.

## Geschichte
Das genaue Gründungsjahr der Schule lässt sich aufgrund lückenhafter Quellenlage nicht sicher belegen. Es kann nur anhand anderer Begebenheiten näherungsweise abgeleitet werden. So war Verden nach der Aachener Synode von 789 als Bischofssitz zur Einrichtung einer Domschule angehalten. In der Chronik von Thietmar von Merseburg finden sich Belege für die Ausbildung eines adligen Skandinaviers zum Geistlichen durch Bischof Erp von Verden vor 994. Ausgehend von der Annahme, dass diese im Rahmen einer Klosterschule erfolgte, wird die Existenz einer Domschule in Verden vor 1002 abgeleitet. Über Umfang und Inhalte der Ausbildung liegen allerdings keine hinreichenden Belege vor.
Bis 1578 fand der Unterricht vermutlich direkt im Dom statt. Nach der Reformation wurde die Domschule 1578 durch Bischof Eberhard von Holle neu strukturiert und reformiert. Die Schulräume wurden im ehemaligen Dormitorium eingerichtet. Anfangs wurden hier vier Klassen unterrichtet, eine fünfte Klasse kam 1651 hinzu. Wegen der steigenden Schülerzahl wurden die Räume mehrfach erweitert. Im November 1872 erfolgte der Umzug an den heutigen Standort, der nur etwa 200 Meter vom Dom entfernt liegt. Die Schule hatte damals 215 Schüler und 13 Lehrkräfte.
Das Gebäude ist auch heute noch Teil der Schule, die 1956 und 1979 weitere Anbauten erhielt. 2004 bekam das Gymnasium nach Abschaffung der Orientierungsstufe das Gebäude der ehemaligen Pestalozzischule hinzu, das etwa 200 Meter vom Stammhaus entfernt liegt. Der Anfang November 2005 begonnene Bau einer neuen Turnhalle, welche auch weitere Unterrichtsräume beherbergt, wurde im Januar 2007 abgeschlossen. Die alte Sporthalle wurde zwischenzeitlich vom Gymnasium am Wall benutzt, da deren Sporthallenkapazität nicht ausreichte. Im Sommer 2007 wurde sie dann abgerissen, wodurch Platz für eine Erweiterung des Pausenhofes geschaffen wurde.
Seit dem 18. Juli 2015 ist das Domgymnasium eine anerkannte UNESCO-Projektschule.
Zwei Vereine unterstützen das Domgymnasium finanziell. Der Verein ehemaliger Verdener Domgymnasiasten mit rund 1200 Mitgliedern besteht seit 1928. Die Aufgaben eines Fördervereins übernimmt der Schulverein des Domgymnasiums zu Verden.

## Schulleben
Seit einigen Jahren bietet das Domgymnasium auch eine Ganztagsbetreuung an. Neben den Pflichtfächern wird, größtenteils nachmittags, eine teilweise ungewöhnliche Auswahl an freiwilligen Arbeitsgemeinschaften angeboten. Darunter fallen unter anderem mehrere Chöre (Großer Chor, Junger Chor, Kammerchor) und Orchester (Sinfonia Piccola, Kammerorchester, Blasorchester) sowie Bands, Astronomie, Theater, Aquarien und Terrarien, Volieren, Schach oder Weinbau. Über 30 Jahre lang gab es eine Marionetten-Arbeitsgemeinschaft, die mehrfach auch im bundesweiten Wettbewerb um den Fritz-Wortelmann-Preis der Stadt Bochum erfolgreich war. Seit 1934 hat das Domgymnasium außerdem eine eigene Ruderriege.
Die Schule beherbergt eine große Anzahl an Tieren, wie beispielsweise Ziegen, Aras, Kleinpapageien, Fasane, Schlangen, Schildkröten, Fische und Bienen. Als humanistisches Gymnasium wird neben Latein auch Altgriechisch als Wahlsprache angeboten.
Die historische Bibliothek der Schule und ihre Arbeitsbibliothek haben zusammen rund 85.000 Bände. Dieser Buchbestand gilt als einer der größten an einer öffentlichen Schule in Deutschland. Der historische Buchbestand von etwa 25.000 Bänden beinhaltet insbesondere einen wertvollen Blaeu-Atlas von 1635.

## Ehemalige

### Schüler
- Barthold Nihus (1590–1657), katholischer Bischof
- Johann Gotthard Schlichthorst (1723–1780), Superintendent am Bremer Dom
- Christian Georg Theodor Ruete (1810–1867), Professor der Ophthalmologie in Leipzig
- Christian Heinrich Plaß (1812–1878), Mitglied der Frankfurter Nationalversammlung und des Gothaer Nachparlaments
- Ludwig Heinrich Grote (1825–1887), Theologe und Publizist
- Heinrich Otto Reddersen (1827–1908), Pädagoge
- Johannes Samuel Büttner (1831–1905), lutherischer Geistlicher
- Marcus Lehmann (1831–1890), Rabbiner
- William von Hassell (1833–1915), Historiker
- Georg Hartwig (1840–1927), Theologe, Generalsuperintendent und Abt zu Loccum
- Carl Lueder (1840–1892), Konsul
- Friedrich Hashagen (1841–1925), Theologe und Hochschullehrer
- Adolf Philippi (1843–1918), Altphilologe
- Carl Friedrich Müller (1844–1911), Germanist
- Wilhelm Walter (1846–1924), Theologe und Rektor der Universität Rostock
- Wilhelm Fiehn (1851–1931), Schuldirektor
- Gustav Roscher (1852–1915), Polizeipräsident in Hamburg
- Siegmund Seligmann (1853–1925), Kaufmann und Unternehmer, erster Generaldirektor der Continental AG
- Otto Meyer (1865–1939), Industrieller
- Heinrich Specketer (1873–1933), Chemiker
- Wilhelm Clausen (1878–1961), Mediziner
- Ernst Herzfeld (1879–1948), Archäologe, Altorientalist und Epigraphiker
- Dietrich Mahnke (1884–1939), Philosoph und Mathematikhistoriker
- Hans Wohltmann (1884–1968), Regionalhistoriker
- Adolf Heincke (1901–1986), Politiker (NSDAP)
- Ernst Klemeyer (1904–1992), Jurist und Politiker (NSDAP)
- Hans Maaß (1914–2000), Maler
- Dieter Dieckhoff (1929–2022), Politiker (CDU)
- Hanns Hoffmann (1930–2014), Architekt
- Gerold Becker (1936–2010), Rektor der Odenwaldschule[10]
- Jürgen Debus (* 1939), Politiker (SPD)
- Axel Kühner (* 1941), Theologe und Publizist
- Manfred Hartmann (* 1950), Flottillenadmiral
- Peter Rabe (1951–2018), Politiker (SPD)
- Peter Waterhouse (* 1956), Schriftsteller
- Heinz-Dieter Freese (* 1957), Theologe und Luftbildarchäologe
- Leontine von Schmettow (* 1962), Journalistin[11]

### Lehrer
- Georg Heinrich Klippel (1801–1878), Konrektor und Philologe
- Wilhelm Pieper (1826–1898), Revolutionär
- Hugo Holstein (1875–1878), Oberlehrer